# Joseph Schäfer
Joseph Schäfer (* 19. Jahrhundert; † 19. Jahrhundert oder 20. Jahrhundert) war ein fränkischer Arzt.
Schäfer war als praktischer Arzt in Großostheim ansässig. Ab 1849 gehörte er der Kammer der Abgeordneten des bayerischen Landtags an. Am 15. Oktober 1854 wurde sein Austritt aus dem Parlament bewilligt.